# Четверня (Гомельская область)
Четверня (бел. Чацвярня) — деревня в Староруднянском сельсовете Жлобинского района Гомельской области Белоруссии.

## География

### Расположение
В 14 км на юго-восток от Жлобина, в 5 км от железнодорожной станции Хальч (на линии Жлобин — Гомель), 68 км от Гомеля.

## Транспортная сеть
Рядом автодорога Бобруйск — Гомель. На западе мелиоративные каналы. Планировка состоит из длинной прямолинейной меридиональной улицы, к которой с запада под прямым углом присоединяется одна, а с востока две короткие прямолинейные улицы. Застройка двусторонняя, деревянная, усадебного типа.

## История
По письменным источникам известна с XIX века как деревня в Староруднянской волости Рогачёвского уезда Могилёвской губернии. По ревизии 1858 года владение помещика Сенежецкого. С 1880 года действовал хлебозапасный магазин. Согласно переписи 1897 года находились школа, 2 ветряные мельницы, питейный дом. В 1909 году 1352 десятины земли, мельница.
С 20 августа 1924 года до 11 февраля 1960 года центр Четвернянского сельсовета Жлобинского района Бобруйского (до 26 июля 1930 года) округа, с 20 февраля 1938 года Гомельской области. В 1931 году организованы 2 колхоза, работали 2 кузницы. В начале Великой Отечественной войны оккупанты сожгли 57 дворов и убили 5 жителей. В июне 1944 года в боях около деревни погиб 331 советский солдат (похоронены в братских могилах в центре деревни). Освобождена 4 декабря 1943 года. 122 жителя погибли на фронте. Согласно переписи 1959 года в составе колхоза имени С. М. Кирова (центр — деревня Старая Рудня). Работают отделение связи, девятилетняя школа, библиотека, фельдшерско-акушерский пункт, клуб.

## Население

### Численность
- 2004 год — 91 хозяйство, 159 жителей.

### Динамика
- 1858 год — 41 двор, 305 жителей.
- 1897 год — 90 дворов, 692 жителя (согласно переписи).
- 1909 год — 106 дворов 867 жителей.
- 1925 год — 160 дворов.
- 1940 год — 230 дворов, 966 жителей.
- 1959 год — 850 жителей (согласно переписи).
- 2004 год — 91 хозяйство, 159 жителей.

## Достопримечательность
- Братская могила и памятник воину Красной Армии